# Semipelagianism
Semipelagianism är en teologisk term som härrör ur diskussionen kring Augustinus lära om nåden, men som vars upphovsman räknar Johannes Cassianus. Enligt semipelagianismen förmår människan av egen kraft att ta första steget på frälsningens väg. Semipelagianismen innebar ett försök att kompromissa mellan Augustinus lära å den ena sidan och Pelagius lära å den andra.